# Digi
DIGI Group, cuya razón social es Digi Communications N.V., es una empresa rumana de telecomunicaciones que también tiene negocios en España, Italia, Portugal y Bélgica. La compañía tiene su sede legal en los Países Bajos y la sede de gestión efectiva en Rumania. Digi fue fundada por Zoltán Teszári, quien es el accionista mayoritario, y está cotizada en la Bolsa de Valores de Bucarest desde el 16 de mayo de 2017.
En 2019, Digi tenía una cuota de mercado del 51% en Rumania, y la gran mayoría de sus suscriptores están conectados a través de fibra, un proceso que comenzó en 2006. Esto ha contribuido en gran medida a que Rumania se considere uno de los países con las velocidades de internet de banda ancha fija más rápidas del mundo.
En 2023, DIGI Group amplió sus redes de fibra en España, cubriendo más de 8,7 millones de hogares. En Rumania, la empresa mantuvo un ritmo rápido en el despliegue de 5G y también introdujo servicios 5G en España. Los ingresos y otros ingresos aumentaron un 13%, alcanzando los 1.700 millones de euros, mientras que las unidades generadoras de ingresos (RGU) en Rumania y España crecieron un 15%, alcanzando los 23,8 millones de unidades, y el EBITDA ajustado se elevó a 592 millones de euros.

## Historia

### Primeras redes de cable
En 1992, Zoltán Teszári, Ioan Bendei y otros empresarios desarrollaron TVS Holding Brașov. La empresa ofrecía servicios de televisión por cable en Brașov y  Timișoara. En 1993, Zoltán Teszári cofundó la compañía de cable Kappa en Bucarest. En 1996, los accionistas decidieron dividir la red de Kappa en dos partes iguales. La mitad, propiedad de Zoltán Teszári, se fusionó con la empresa de cable Analog CATV SA en Bucarest. La otra mitad fue comprada en el año 2000 por Astral Telecom, que en 2005 se fusionó con UPC Rumanía (actualmente Vodafone Rumanía). Esta división de la empresa dio lugar a la separación de las áreas de Bucarest entre las dos compañías durante 10 años.

### Desarrollo
En 1997, la empresa cambió su nombre a Romania Cable Systems S.A. (RCS). Ese mismo año se estableció Romania Data Systems S.A. (RDS), que ofrecía servicios de internet. Entre los inversores en la empresa desde sus inicios hasta su cotización en la bolsa se encontraban Carpathian Cable Investments S.a.R.L. desde 1998 y Celest Limited desde 1999.
La empresa ingresó en Hungría en noviembre de 1998 tras comprar 15 empresas de cable pequeñas y medianas en Budapest y otras 3 ciudades. Entre diciembre de 1999 y enero de 2000, se adquirieron las primeras redes de cable en Eslovaquia, donde Slovakia Cable Systems (SCS) era propiedad en un 95% de RCS.
En abril de 2000, se inició el proyecto para construir una red nacional de fibra óptica de 4,200 km.
En 2003, tras la liberalización del mercado, se lanzó el servicio de telefonía fija en Rumania. La plataforma de televisión satelital Digi TV se lanzó por primera vez en Rumania en diciembre de 2004, seguida por lanzamientos en Hungría en febrero de 2006, en la República Checa y Eslovaquia en agosto de 2006 y en Croacia y Serbia en diciembre de 2006.

### 2005-2014

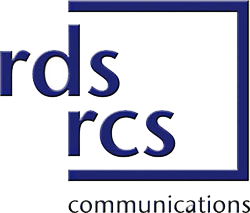
Logo de RCS & RDS (2005-2012)

RCS y RDS se fusionaron para formar RCS & RDS S.A. el 26 de abril de 2005. La compañía se centró en un desarrollo rápido, tanto orgánicamente como a través de adquisiciones. La red C-Zone fue adquirida en 2006, ingresando en ciertas áreas de Bucarest que no estaban cubiertas debido a la exclusividad zonal. En estas áreas, RCS & RDS mantuvo la marca hasta 2009.
Digi Slovakia, incluyendo los canales de televisión Digi Sport en Eslovaquia y la República Checa, fue vendida a Slovak Telekom en 2013. Además, la filial de televisión satelital en la República Checa fue vendida a Lama Energy en marzo de 2015, que continuó usando la marca Digi para otros servicios de internet e IPTV adquiridos hasta el 1 de abril de 2020. La filial en Croacia fue vendida a Vipnet de A1 Telekom Austria (ahora A1 Croatia).

### Desarrollo móvil
En 2014, se relanzó el servicio de telefonía móvil, seguido por el lanzamiento del servicio 4G en 2015.
La filial de televisión satelital en Serbia fue vendida a Kopernikus Technology, que a su vez fue vendida a Telekom Srbija (mts) en 2018.
En 2017, Digi compró la empresa de cable Invitel en Hungría. Tras recibir inicialmente la aprobación en mayo de 2018, esta fue revocada en noviembre de 2018 debido a problemas de competencia en ciertas áreas. Estos problemas se resolvieron y la transacción se completó en marzo de 2020.

## Estructura corporativa
Cable Communications Systems NV se estableció en los Países Bajos en el año 2000 y es la empresa matriz de RCS & RDS SA, la compañía rumana fundada en 1994 por Zoltán Teszári. Fue renombrada como Digi Communications NV en 2017, cuando se hizo pública en la bolsa.

## Servicios

### Internet de banda ancha
Digi implementó la tecnología FTTB en casi toda su red en Rumania y Hungría en 2006. Luego siguió con la implementación de GPON en 2008, cubriendo también las viviendas. En 2013, comenzaron a reemplazar FTTB con FTTH. Comenzaron su negocio en España en 2008. En 2018, Digi comenzó a ofrecer servicios de internet a través de FTTH en España. Para la primera mitad de 2023, cuenta con 5,7 millones de clientes.

### Telefonía móvil
La empresa lanzó Digi Mobil en Rumania en diciembre de 2007, ofreciendo en ese momento un servicio de telefonía móvil limitado a 3G. En 2014, el servicio de telefonía móvil fue relanzado, seguido por el lanzamiento del servicio 4G en la banda 38 en 2015 y en la banda 1 en 2018.
Después de obtener una licencia de operador móvil en 2014 y tras varios retrasos, la empresa lanzó servicios móviles en Hungría en 2019.
En España, debido a la gran cantidad de residentes rumanos, se lanzaron servicios de telefonía móvil como operador móvil virtual (OMV) a través de Movistar en 2008. Inicialmente, la empresa atrajo a los rumanos porque ofrecía llamadas baratas a redes de Rumania. Vodafone España reaccionó al cabo de un año, al empezar a perder clientes, ofreciendo llamadas gratuitas con Vodafone Rumania. Esto fue seguido por ofertas para clientes latinoamericanos. Luego, la empresa comenzó a ofrecer internet a bajo precio, atrayendo a clientes españoles. Digi se convirtió en el segundo operador OMV en número de clientes.
Siguiendo el modelo de España, en 2010 Digi Mobil se lanzó como OMV en Italia a través de TIM, aunque no fue tan exitoso a pesar de que en Italia hay un mayor número de rumanos. Vodafone Italia comenzó a ofrecer llamadas gratuitas con Vodafone Rumania y redes fijas antes del lanzamiento de Digi Mobil.

### Televisión por cable
La empresa ofrece todos los canales en un solo paquete, y actualmente permite la contratación de canales premium como es el futbol de la liga Hypermotion.

### Canales de televisión
En julio de 2009, Digi lanzó los canales Digi Sport en Rumania y Hungría. Luego siguieron los canales Digi Sport en Eslovaquia y la República Checa en agosto de 2010, que han sido operados por separado desde 2013 tras la adquisición de Digi Slovakia por Slovak Telekom.
En el verano de 2010, adquirió el 50% de Music Channel, que lanzó Hit Music Channel en enero de 2012. La empresa lanzó un canal generalista en diciembre de 2010, pero debido a la baja audiencia, fue cerrado. El canal de películas premium Digi Film (ahora Film Now) fue lanzado el 1 de febrero de 2011. En 2011, Digi adquirió el canal de música UTV TV.
El canal de noticias Digi24 fue lanzado el 1 de marzo de 2012. Tras desacuerdos con Discovery, la empresa lanzó 3 canales temáticos en octubre de 2012: Digi World, Digi Life y Digi Animal World. El 10 de diciembre de 2018 se lanzó Digi 4K.

### Proveedor de energía
En abril de 2015, Digi lanzó el servicio de suministro de energía. En 2017, la empresa tenía la mayor cantidad de suscriptores en el mercado competitivo entre las compañías que no poseen infraestructura de distribución. En 2019, aumentó las tarifas en un 30% debido a un impuesto añadido por el gobierno y luego en un 20% adicional. La empresa anunció que está renunciando gradualmente al servicio de suministro debido a la inusual volatilidad del precio de la electricidad.

## Marca Digi
RCS & RDS introdujo la marca Digi TV para los servicios de televisión satelital en diciembre de 2004 en Rumania y en 2006 en Hungría, Eslovaquia, la República Checa, Croacia y Serbia. En 2006, la empresa unificó bajo la marca Digi los servicios de televisión por cable, internet y telefonía en Hungría, seguido por Eslovaquia en junio de 2007. En Rumania, todos los servicios se renombraron como Digi en 2009, aunque la marca se utiliza junto con la antigua RCS & RDS.

## Frecuencias móviles
La siguiente es una lista de las frecuencias móviles de Digi Mobil en Rumania.

### Rumania
| MCC | MNC | Frecuencia | Número de banda | Protocolo                                                                | Clase | Notas |
| --- | --- | ---------- | --------------- | ------------------------------------------------------------------------ | ----- | --- |
| 226 | 05  | 900 MHz    | 8               | GSM (2×5 MHz)                                                            | 2G    | Red GSM solo de voz obtenida del refarming de LTE 900, usada para mejor cobertura en interiores.                                                                          |
| 226 | 05  | 2100 MHz   | 1               | UMTS/HSPA/HSPA+ (2×5 MHz ~21.6 Mbps/5.76 Mbps)                           | 3G    | Convertida a LTE / 5G NSA. |
| 226 | 05  | 2100 MHz   | B1              | LTE (2×10 MHz ~ 75 Mbps/37.5 Mbps) LTE (2x15 MHz ~ 112.5 Mbps/37.5 Mbps) | 4G    | Red FDD-LTE lanzada el 6 de octubre de 2016. Coexiste con n1 5G NSA en grandes ciudades.                                                                                  |
| 226 | 05  | 900 MHz    | B8              | LTE (2×3 MHz ~22.5 Mbps/7.5 Mbps)                                        | 4G    | Red FDD-LTE lanzada en septiembre de 2019 mediante refarming de UMTS 900. En 2022 comenzó el proceso de refarming a 2G y el cierre de la red LTE 900 en favor de LTE 800. |
| 226 | 05  | 2600 MHz   | B38             | LTE-TDD (2×20 MHz ~300 Mbps)                                             | 4G+   | Red TDD-LTE lanzada el 1 de octubre de 2015. Red operativa, aunque técnicamente obsoleta.                                                                                 |
| 226 | 05  | 2600 MHz   | B41             | LTE-TDD                                                                  | 4G    | TDD-LTE (acceso limitado solo a 4G, sin 4G+). |
| 226 | 05  | 800 MHz    | B20             | LTE (2x5 MHz ~ 37.5 Mbps/12.5 Mbps)                                      | 4G    | Red FDD-LTE lanzada el 1 de enero de 2022. |
| 226 | 05  | 2600 MHz   | B7              | LTE (2x20 MHz ~ 150 Mbps/50 Mbps)                                        | 4G    | Solo en áreas pobladas y en autopistas. |
| 226 | 05  | 2100 MHz   | n1              | 5G NSA                                                                   | 5G    | 300 Mbps |
| 226 | 05  | 3500 MHz   | n78             | 5G (1×50 MHz ~600 Mbps)                                                  | 5G    | Red TDD 5G lanzada el 27 de junio de 2019. |
| 226 | 05  | 2600 MHz   | n7              | 5G (1×45 MHz)                                                            | 5G    | Red FDD 5G en expansión. |

## Accionariado
El propietario mayoritario de Digi Communications NV es RCS Management SA, que incluye a políticos entre sus accionistas. En 2016, los accionistas de esta empresa eran:
- Zoltán Teszári – 59.23%
- Cable Communications Systems NV – 2.47%
- 8 socios individuales – 38.30%

## Controversia
En 2012, el operador retiró los canales de Discovery de la parrilla, argumentando que la empresa solicitaba demasiado dinero por la retransmisión. Durante las discusiones públicas, Digi ofreció redistribuir todos los canales de Discovery en un paquete separado, pero Discovery se negó. Solo Discovery y TLC regresaron a la parrilla en diciembre de 2016.
En 2012, Digi retiró los canales de Antena TV Group de la parrilla de televisión satelital tras desacuerdos. En 2013, el director de Digi, Ioan Bendei, fue chantajeado para firmar el contrato de distribución por el director de Antena Group, quien amenazó con denunciarlo por corrupción en los derechos televisivos de la liga nacional de fútbol. El director de Antena Group fue sentenciado a prisión por chantaje. Tras hacerse públicas pruebas de corrupción por un periodista en 2013, los directores de Digi y de la Liga Profesional de Fútbol fueron condenados en enero de 2019. Digi y Antena Group retiraron las demandas en mayo de 2018.
En Hungría, Digi fue excluida de la subasta de licencias 5G en 2019, justificando la decisión en suposiciones y hechos que supuestamente iban a ocurrir. Digi presentó una apelación que no fue admitida y luego demandó al NMHH, el regulador del mercado de telecomunicaciones. Mientras tanto, la subasta de 5G se ha cerrado.